# Арнемова земља
Арнемова земља (енгл. Arnhem Land и хол. Arnhems Landt) често и Арнхемова земља је област на крајњем северу Аустралије.Обухвата побрђе са средњом надморском висином до 300 метара, састављено од кварцног пешчара, кварцита и вулканских стена. Оивичено је платоом Беркли на југу, Карпентаријским заливом на истоку, Арафурским морем на северу и платоом Кимберли на југозападу. На западу се наставља на Национални парк Какаду. Захвата површину од око 96.000 km², где живи око 17.000 становника. Територијално припада савезној држави Северна територија. Клима ових предела је тропско-монсунска са израженим влажним и сувим делом године. Температура се креће у распону од 15-33 °C. Од 1931. године Арнхемова земља је староседелачки резерват, највећи у земљи. Одликује се бројним културним наслеђем, цртежима по камену и сл. Регија је добила име према холандском граду Арнему, тачније по броду „Арнем“ којим је управљао холаднски истраживач Јан Карстенц 1623. године.